# Bogotol
Bogotol (en russe : Боготол) est une ville du kraï de Krasnoïarsk, en Russie, et le centre administratif du raïon de Bogotol. Sa population s'élevait à 20 717 habitants en 2014.

## Géographie
Elle est arrosée par la rivière Bogotol et se trouve à 252 km à l'ouest de Krasnoïarsk et à 3 156 km à l'est de Moscou.

## Histoire

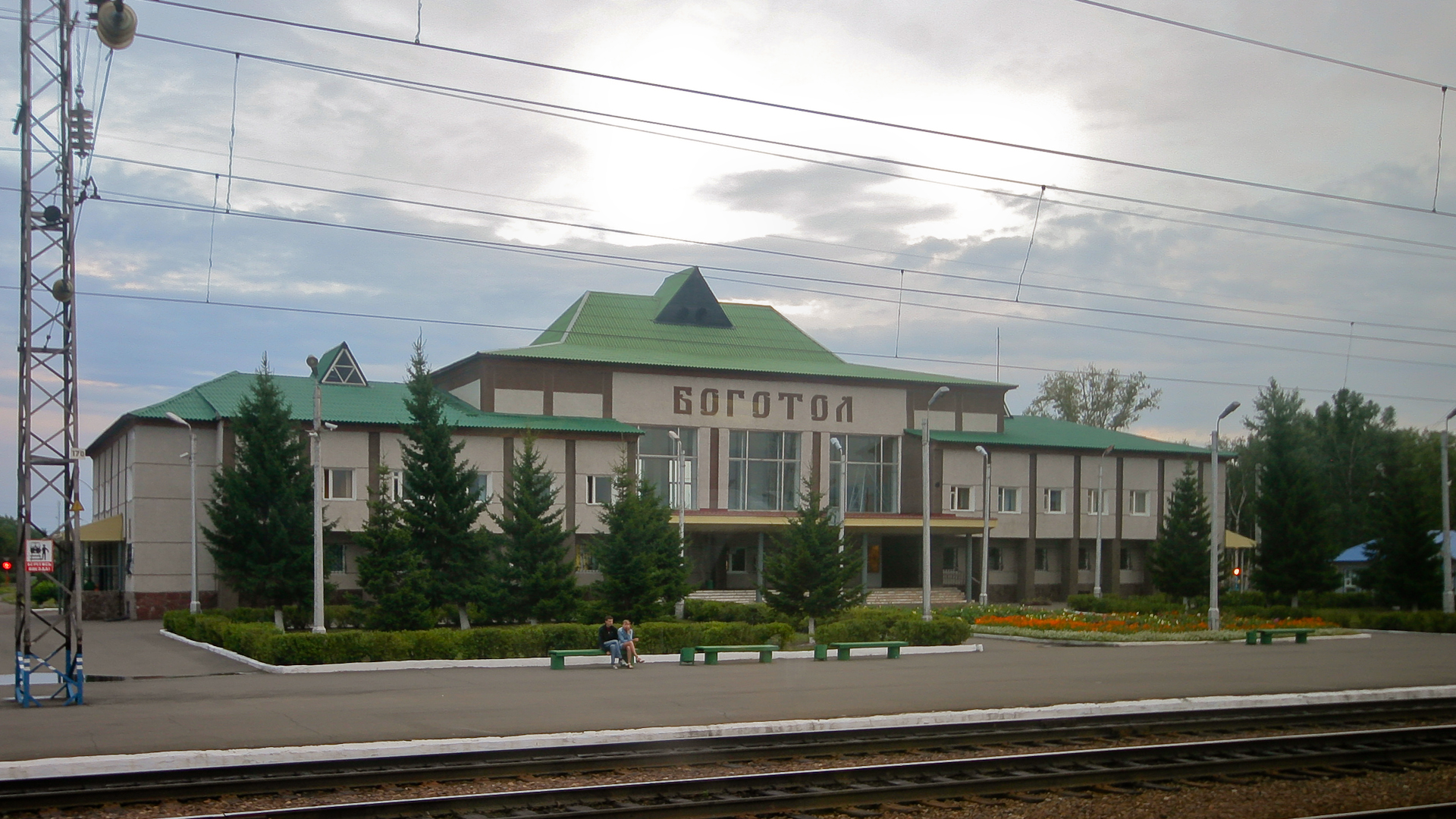
Gare de Bogotol.

Bogotol a été fondée en 1893 lors de la construction du chemin de fer Transsibérien et a obtenu le statut de ville en 1911. La gare de Bogotol se trouve au kilomètre 3346 du chemin de fer Transsibérien depuis Moscou.

## Population
Recensements (*) ou estimations de la population
| 1782  | 1897* | 1911  | 1926* | 1931   |
| ----- | ----- | ----- | ----- | ------ |
| 2 000 | 5 000 | 5 900 | 8 300 | 13 100 |

| 1939*  | 1959*  | 1970*  | 1979*  | 1989*  |
| ------ | ------ | ------ | ------ | ------ |
| 25 920 | 30 894 | 29 272 | 28 230 | 27 752 |

| 2002*  | 2010*  | 2012   | 2013   | 2014   |
| ------ | ------ | ------ | ------ | ------ |
| 24 369 | 21 051 | 20 841 | 20 855 | 20 717 |